# 1. Sport-Club Göttingen von 1905 1996-1997
Questa voce raccoglie le informazioni riguardanti il 1. Sport-Club Göttingen von 1905 nelle competizioni ufficiali della stagione 1996-1997.

## Stagione
Nella stagione 1996-1997 il Göttingen, allenato da Thomas Hellmich, concluse il campionato di Regionalliga nord al 10º posto.

## Rosa
| N. |                     | Ruolo | Calciatore      |
| -- | ------------------- | ----- | --------------- |
|    | Polonia (bandiera)  | P     | Piotr Podolczak |
|    | Germania (bandiera) | P     | Holger Thamm    |
|    | Lituania (bandiera) | D     | Arunas Zekas    |
|    | Germania (bandiera) | C     | Tobias Dietrich |

| N. |                     | Ruolo | Calciatore      |
| -- | ------------------- | ----- | --------------- |
|    | Germania (bandiera) | C     | Jan-Uwe Gundel  |
|    | Germania (bandiera) | C     | Michele Putaro  |
|    | Germania (bandiera) | C     | Andreas Zindler |
|    | Germania (bandiera) | A     | René Westphal   |

## Organigramma societario
Area tecnica
- Allenatore: Thomas Hellmich
- Allenatore in seconda:
- Preparatore dei portieri:
- Preparatori atletici:
- Analisi video:

## Calciomercato

### Sessione estiva
| Acquisti | Acquisti        | Acquisti         | Acquisti |
| R.       | Nome            | da               | Modalità |
| -------- | --------------- | ---------------- | -------- |
| P        | Piotr Podolczak | SV Wilhelmshaven |          |
| C        | Michele Putaro  | FC Grone         |          |
| P        | Holger Thamm    | Paderborn        |          |
| C        | Andreas Zindler | Goslarer         |          |

| Cessioni | Cessioni       | Cessioni           | Cessioni |
| R.       | Nome           | a                  | Modalità |
| -------- | -------------- | ------------------ | -------- |
| C        | Romas Cirba    | Siegen             |          |
| D        | Guido Gorges   | Wacker Nordhausen  |          |
| A        | Rüdiger Schulz | Eintracht Northeim |          |
| D        | Ralf Walle     | FC Grone           |          |

## Risultati

### Regionalliga

#### Girone di andata
| 3 agosto 1996, ore 15:00 CEST 1ª giornata | Lüneburger | 1 – 1 | Göttingen |  |

| 10 agosto 1996, ore 15:00 CEST 2ª giornata | Göttingen | 0 – 0 | Eintracht Braunschweig |  |

| 18 agosto 1996, ore 15:00 CEST 3ª giornata | Norderstedt | 4 – 1 | Göttingen |  |

| 25 agosto 1996, ore 15:00 CEST 4ª giornata | Göttingen | 0 – 2 | Wilhelmshaven |  |

| 1º settembre 1996, ore 15:00 CEST 5ª giornata | St. Pauli II | 1 – 1 | Göttingen |  |

| 8 settembre 1996, ore 15:00 CEST 6ª giornata | Göttingen | 2 – 1 | S.F. Ricklingen |  |

| 14 settembre 1996, ore 15:00 CEST 7ª giornata | Werder Brema II | 2 – 0 | Göttingen |  |

| 21 settembre 1996, ore 15:00 CEST 8ª giornata | Göttingen | 1 – 1 | Concordia Amburgo |  |

| 27 settembre 1996, ore 18:00 CEST 9ª giornata | Kickers Emden | 1 – 1 | Göttingen |  |

| 5 ottobre 1996, ore 15:00 CEST 10ª giornata | Göttingen | 2 – 1 | TuS Celle |  |

| 13 ottobre 1996, ore 15:00 CEST 11ª giornata | Amburgo II | 0 – 0 | Göttingen |  |

| 19 ottobre 1996, ore 18:00 CEST 12ª giornata | Göttingen | 2 – 0 | Herzlake |  |

| 26 ottobre 1996, ore 15:00 CEST 13ª giornata | Göttingen | 1 – 1 | Altona 93 |  |

| 3 novembre 1996, ore 15:00 CET 14ª giornata | Osnabrück | 1 – 1 | Göttingen |  |

| 9 novembre 1996, ore 14:00 CET 15ª giornata | Göttingen | 2 – 3 | Hannover 96 |  |

| 17 novembre 1996, ore 14:00 CET 16ª giornata | Atlas Delmenhorst | 3 – 3 | Göttingen |  |

| 23 novembre 1996, ore 14:00 CET 17ª giornata | Göttingen | 0 – 2 | Lurup |  |

#### Girone di ritorno
| 29 marzo 1997, ore 15:00 CET 18ª giornata | Göttingen | 1 – 0 | Lüneburger |  |

| 7 dicembre 1996, ore 14:00 CET 19ª giornata | Eintracht Braunschweig | 3 – 0 | Göttingen |  |

| 14 dicembre 1996, ore 14:00 CET 20ª giornata | Göttingen | 0 – 0 | Norderstedt |  |

| 2 febbraio 1997, ore 15:00 CET 21ª giornata | Wilhelmshaven | 1 – 0 | Göttingen |  |

| 31 marzo 1997, ore 15:00 CEST 22ª giornata | Göttingen | 1 – 0 | St. Pauli II |  |

| 16 febbraio 1997, ore 15:00 CET 23ª giornata | S.F. Ricklingen | 2 – 0 | Göttingen |  |

| 23 febbraio 1997, ore 15:00 CET 24ª giornata | Göttingen | 0 – 2 | Werder Brema II |  |

| 2 marzo 1997, ore 15:00 CET 25ª giornata | Concordia Amburgo | 1 – 1 | Göttingen |  |

| 8 marzo 1997, ore 15:00 CET 26ª giornata | Göttingen | 3 – 0 | Kickers Emden |  |

| 16 marzo 1997, ore 15:00 CET 27ª giornata | TuS Celle | 1 – 0 | Göttingen |  |

| 22 marzo 1997, ore 15:00 CET 28ª giornata | Göttingen | 5 – 2 | Amburgo II |  |

| 6 aprile 1997, ore 15:00 CEST 29ª giornata | Herzlake | 3 – 0 | Göttingen |  |

| 13 aprile 1997, ore 15:00 CEST 30ª giornata | Altona 93 | 1 – 1 | Göttingen |  |

| 26 aprile 1997, ore 15:00 CEST 31ª giornata | Göttingen | 0 – 0 | Osnabrück |  |

| 4 maggio 1997, ore 18:00 CEST 32ª giornata | Hannover 96 | 0 – 0 | Göttingen |  |

| 10 maggio 1997, ore 15:00 CEST 33ª giornata | Göttingen | 1 – 1 | Atlas Delmenhorst |  |

| 25 maggio 1997, ore 15:00 CEST 34ª giornata | Lurup | 1 – 2 | Göttingen |  |

## Statistiche

### Statistiche di squadra
| Competizione      | Punti | In casa | In casa | In casa | In casa | In casa | In casa | In trasferta | In trasferta | In trasferta | In trasferta | In trasferta | In trasferta | Totale | Totale | Totale | Totale | Totale | Totale | DR |
| Competizione      | Punti | G       | V       | N       | P       | Gf      | Gs      | G            | V            | N            | P            | Gf           | Gs           | G      | V      | N      | P      | Gf     | Gs     | DR |
| ----------------- | ----- | ------- | ------- | ------- | ------- | ------- | ------- | ------------ | ------------ | ------------ | ------------ | ------------ | ------------ | ------ | ------ | ------ | ------ | ------ | ------ | -- |
| Regionalliga nord | 39    | 17      | 7       | 6       | 4       | 21      | 16      | 17           | 1            | 9            | 7            | 12           | 26           | 34     | 8      | 15     | 11     | 33     | 42     | -9 |
| Totale            | 39    | 17      | 7       | 6       | 4       | 21      | 16      | 17           | 1            | 9            | 7            | 12           | 26           | 34     | 8      | 15     | 11     | 33     | 42     | -9 |

### Andamento in campionato
| Giornata  | 1 | 2 | 3  | 4  | 5  | 6  | 7  | 8  | 9  | 10 | 11 | 12 | 13 | 14 | 15 | 16 | 17 | 18 | 19 | 20 | 21 | 22 | 23 | 24 | 25 | 26 | 27 | 28 | 29 | 30 | 31 | 32 | 33 | 34 |
| --------- | - | - | -- | -- | -- | -- | -- | -- | -- | -- | -- | -- | -- | -- | -- | -- | -- | -- | -- | -- | -- | -- | -- | -- | -- | -- | -- | -- | -- | -- | -- | -- | -- | -- |
| Luogo     | T | C | T  | C  | T  | C  | T  | C  | T  | C  | T  | C  | C  | T  | C  | T  | C  | C  | T  | C  | T  | C  | T  | C  | T  | C  | T  | C  | T  | T  | C  | T  | C  | T  |
| Risultato | N | N | P  | P  | N  | V  | P  | N  | N  | V  | N  | V  | N  | N  | P  | N  | P  | V  | P  | N  | P  | V  | P  | P  | N  | V  | P  | V  | P  | N  | N  | N  | N  | V  |
| Posizione | 5 | 9 | 14 | 14 | 15 | 11 | 12 | 12 | 12 | 12 | 11 | 11 | 10 | 10 | 10 | 10 | 10 | 10 | 10 | 10 | 11 | 10 | 10 | 11 | 11 | 10 | 11 | 11 | 11 | 11 | 10 | 10 | 10 | 10 |

Legenda:

Luogo: C = Casa; T = Trasferta. Risultato: V = Vittoria; N = Pareggio; P = Sconfitta.